# Tchétirtsé
Tchétirtsé ou Četirce (en macédonien Четирце) est un village du nord de la Macédoine du Nord, situé dans la municipalité de Koumanovo. Le village comptait 249 habitants en 2002. Il est majoritairement serbe.

## Démographie
Lors du recensement de 2002, le village comptait :
- Serbes : 215
- Macédoniens : 34